# Teoretiskt ramverk
Ett teoretiskt ramverk är en strukturerad uppsättning av begrepp, teorier och antaganden som används för att analysera, förstå eller förklara fenomen inom ett visst forskningsområde. Ramverket fungerar som en analytisk grund som styr hur forskare formulerar forskningsfrågor, genomför analyser och tolkar resultat. Det kan omfatta etablerade vetenskapliga teorier, konceptuella modeller eller hypoteser som ger en sammanhängande förståelse av det aktuella ämnet.
Teoretiska ramverk används ofta inom samhällsvetenskap, naturvetenskap och humaniora för att ge en tydlig och systematisk referenspunkt i forskningsprocessen. Ett ramverk kan exempelvis belysa relationer mellan olika variabler, förklara kausala samband eller ge en övergripande förklaringsmodell för komplexa fenomen. Genom att använda ett teoretiskt ramverk kan forskare bygga vidare på tidigare kunskap och relatera sina resultat till befintliga teorier och diskurser inom området.
Begreppet är nära relaterat till teoretiska modeller och konceptuella ramverk, men används i regel för att beskriva en bredare och mer omfattande teoretisk struktur som ligger till grund för en forskningsstudie eller ett vetenskapligt resonemang.